# Bastendorf
Bastendorf (en luxemburguès: Baastenduerf; en alemany: Bastendorf) és una vila de la comuna de Tandel situada al districte de Diekirch del cantó de Vianden. Està a uns 31 km de distància de la ciutat de Luxemburg.

## Geografia
Bastendorf es troba a la vall del Blees, un afluent del Sauer.

## Història
Fins a la seva fusió amb la comuna de Fouhren per formar la nova ciutat Tandel l'1 de gener de 2006, Bastendorf era un municipi independent del cantó de Diekirch.